# Cannabis au Pakistan

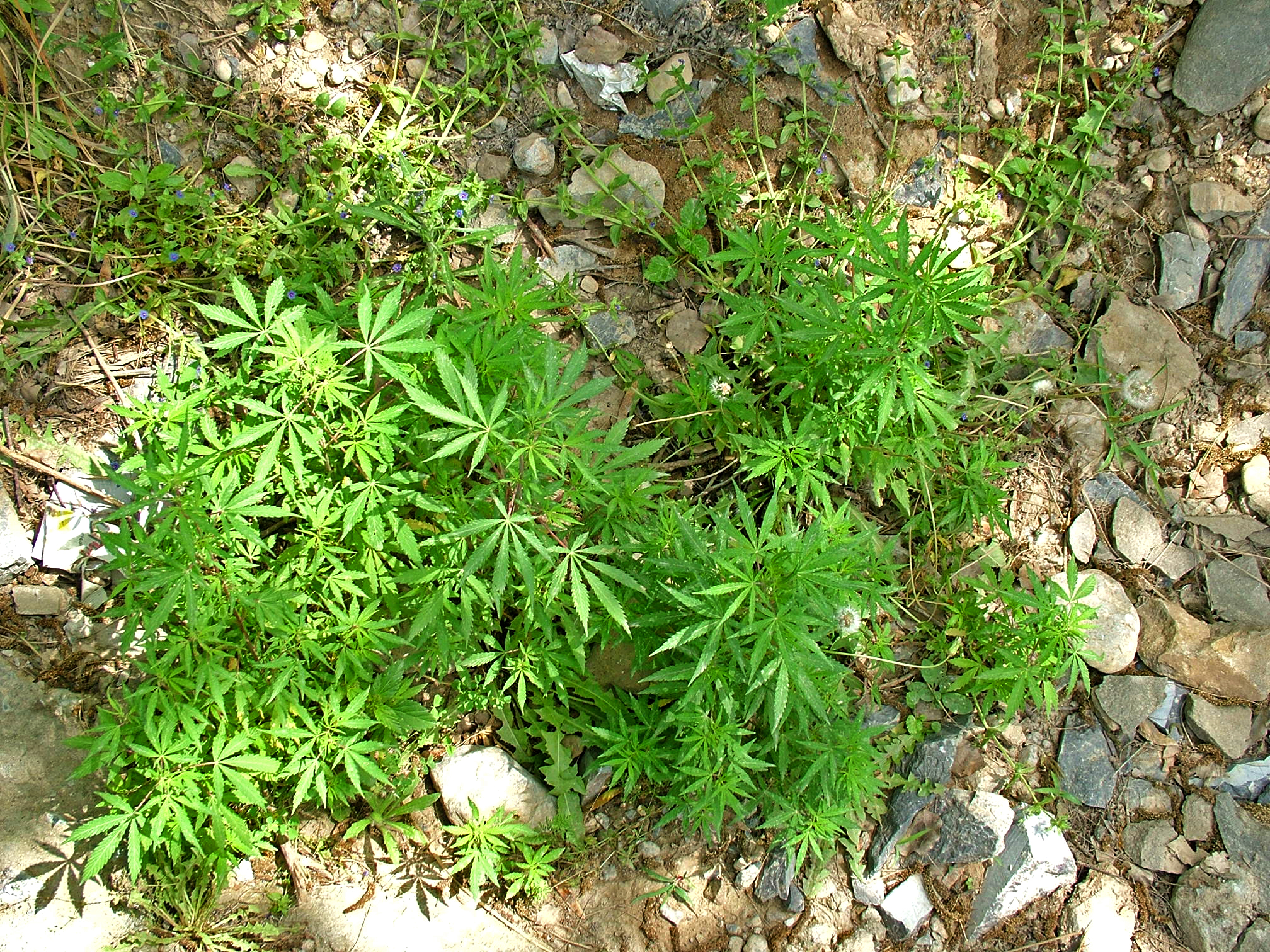
Cannabis à Islamabad, capitale fédérale du Pakistan.

La vente et l’usage abusif du cannabis au Pakistan sont interdits par la loi, mais cette dernière est rarement appliquée. De même que le hachich, l’usage occasionnel du cannabis pendant des réunions entre amis est largement toléré en tant que tradition multi-centenaire, ceci bien qu’il soit associé aux parties de la population les plus pauvres. L’État pakistanais n’a jamais remis en cause l’utilisation du cannabis par les soufis et les hindous comme moyen d’induire l’euphorie. Plus encore, de grandes étendues de terre produisent du cannabis sans contrôle dans la nature.